# Tourisme à Maurice
Le tourisme international est un secteur économique essentiel pour la république de Maurice, petit pays insulaire de l'océan Indien qui ne dispose que de peu de ressources naturelles.

## Histoire
Les îles qui constituent aujourd'hui la république de Maurice furent très tôt des lieux d'escale pour les voyageurs européens de passage en route pour l'Inde, l'Extrême-Orient ou l'Australie. Nombreux furent ceux qui s'y fixèrent définitivement ou au moins relevèrent sa beauté dans leur récit de voyage. Débarqué du Naturaliste en mars 1801, Jean-Baptiste Bory de Saint-Vincent est de cela. Le Voyage dans les quatre principales îles des mers d'Afrique qu'il fait paraître en 1804 contient en effet un passage dans lequel il note que « l'Île-de-France est un de ces pays où l'on ne se plaît pas d'abord, mais que l'on quitte avec regret, et où l'on revient avec plaisir quand on y a séjourné ».
Le naturaliste relève notamment les qualités de l'accueil des insulaires : « c'est une justice qu'on doit rendre aux habitans de l'île, qu'on ne saurait trouver nulle part des gens aussi hospitaliers ». De fait, tous les membres de l'expédition Baudin par laquelle il est venu à Maurice doivent refuser des invitations, tout le monde offrant aux voyageurs un lit dans sa maison.
Aujourd'hui, l'île Maurice est devenue un lieu touristique très visité notamment pour ses plages et les parcs naturels. 

## Culture mauricienne
Maurice est un pays multi-culturel avec une population venant de plusieurs communautés : asiatique, africaine et européenne. Ainsi, le pays est un foisonnement de populations qui sont venus de plusieurs coins du monde avec leurs cultures. 
Plats typiques
Plusieurs cuisines se retrouvent à Maurice  : indienne, chinoise, créole, européenne, fusion, ...
Festivals

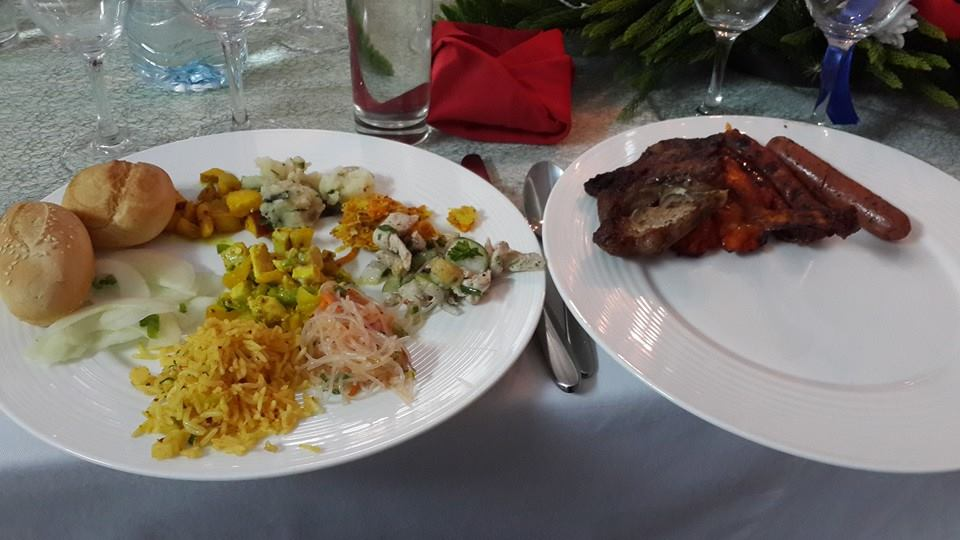
Les achards de légumes accompagnent les plats principaux.

Les festivals religieux sont célébrés tout au long de l'année par les différentes communautés.

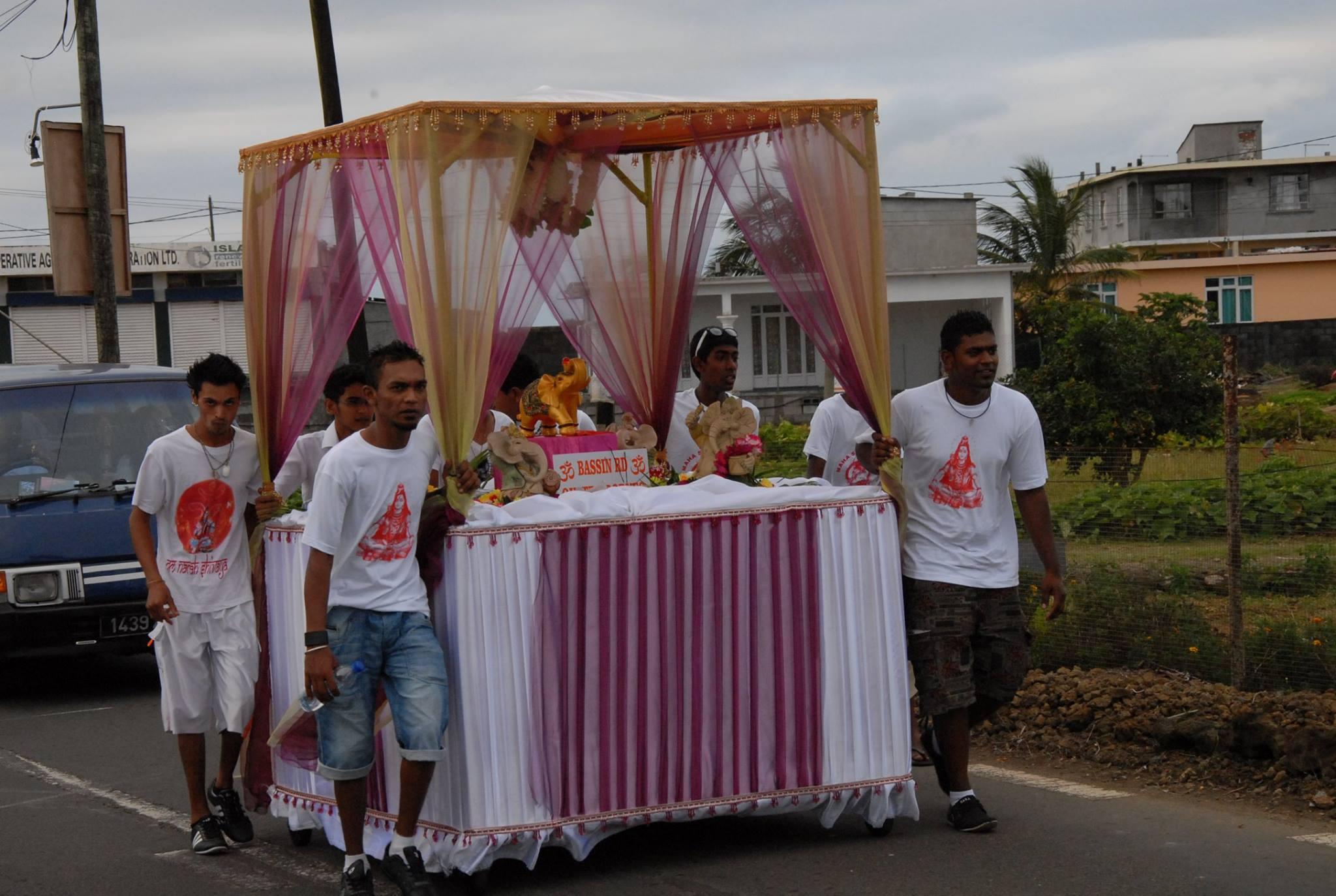
Pèlerinage à Grand Bassin pour la grande fête de Maha Shivaratree

- Marche sur le feu : cérémonie tamoule ayant lieu entre décembre et février où les personnes marchent sur des braises ardentes.
- Holi : fête indienne de couleurs
- Eid-Ul-Fitr : fête islamique qui marque la fin du Ramadan
- Thaipoosum Cavadee : le festival le plus important du calendrier tamoul célébré en l’honneur du dieu Muruga, fils de Shiva
- Nouvel An chinois.
- Maha Shivatree : célébré en l’honneur de Shiva, des pèlerins marchent sur de longues distances pour converger vers le lac sacré de Grand Bassin, portant le « Kanwar », arche de bois couverte de fleurs et de petits miroirs.
- Ougadi : Nouvel An des Telegous.
- Ganesh Chaturthi : festival hindou commémorant la naissance du dieu hindou Ganesh.
- Pèlerinage du Père Laval : pèlerinage vers la tombe du Bienheureux Jacques-Désiré Laval – l’Apôtre des Noirs
- Divali : fête hindoue de la lumière qui marque la victoire du dieu Rama sur le démon Ravana
- l'Assomption : le 15 aout fête en l'honneur de la Vierge Marie
- Pâques : fête chrétienne en l'honneur de la résurrection de Jésus-Christ.
- la Toussaint : fête chrétienne en l'honneur des Saints.
- Noël : fête chrétienne en l'honneur de la naissance de Jésus-Christ.

## Activités

### Musées
- Blue Penny Museum
- Musée du coquillage de Port-Louis
- Coolie Museum
- Musée d'histoire naturelle de l'île Maurice
- Musée de l'immigration chinoise
- Musée naval de l'île Maurice
- Musée de la Poste mauricienne
- Musée de Grand Port

### Parcs et jardins botaniques
- Domaine Ylang-Ylang
- Jardin botanique Sir Seewoosagur Ramgoolam
- La Route du Thé

### Parcs zoologiques
- Casela Bird Park
- François Leguat Giant Tortoise and Cave Reserve
- La Vanille Réserve des Mascareignes

### Sites naturels
- Chamarel : Terres des Sept Couleurs et Cascade de Chamarel
- Île aux Cerfs
- Trou-aux-Cerfs
- Grand Bassin

### Activités nautiques
- Plages de Maurice
- Plongée sous-marine
- Pêche au gros

## Économie
Le tourisme à Maurice est un des secteurs les plus dynamiques et porteurs du point de vue économique. Il est également une source importante de devises pour le pays. À travers le tourisme, plusieurs autres secteurs économiques du pays en bénéficient notamment : le commerce, les groupes hôteliers. la restauration, le bâtiment, le transport, l'artisanat, etc.

### Chiffres[2]
De janvier à août 2014, l'île Maurice a accueilli 651 107 touristes venant de plusieurs pays du monde dont : 
- 13 404 provenant de l'Asie
- 176 404 provenant de l'Afrique
- 343 606 provenant de l'Europe

### Groupes hôteliers
- Beachcomber Hotels
- Naïade Resorts
- Constance Hotels Experience
- Four Seasons Hotels and Resorts